# 道上宗巳
道上 宗巳（みちがみ むねみ、1943年10月 - ）は、弘前大学理工学部物理科学科助教授。
- 1966年: 弘前大学文理学部理学科卒業
- 同年: 同大学理学部助手
- 1997年: 同大学理工学部助教授

## 専門分野のテーマ
- 積雪関係
- 雪氷物理学
- 電磁気学
- 自然積雪関係（応用分野）

## 主要論文
- 『自然積雪の日平均雪温日最低雪温と外気温との相関、寒地気象実験室報告』（1998年度）